# Yokomine-ji

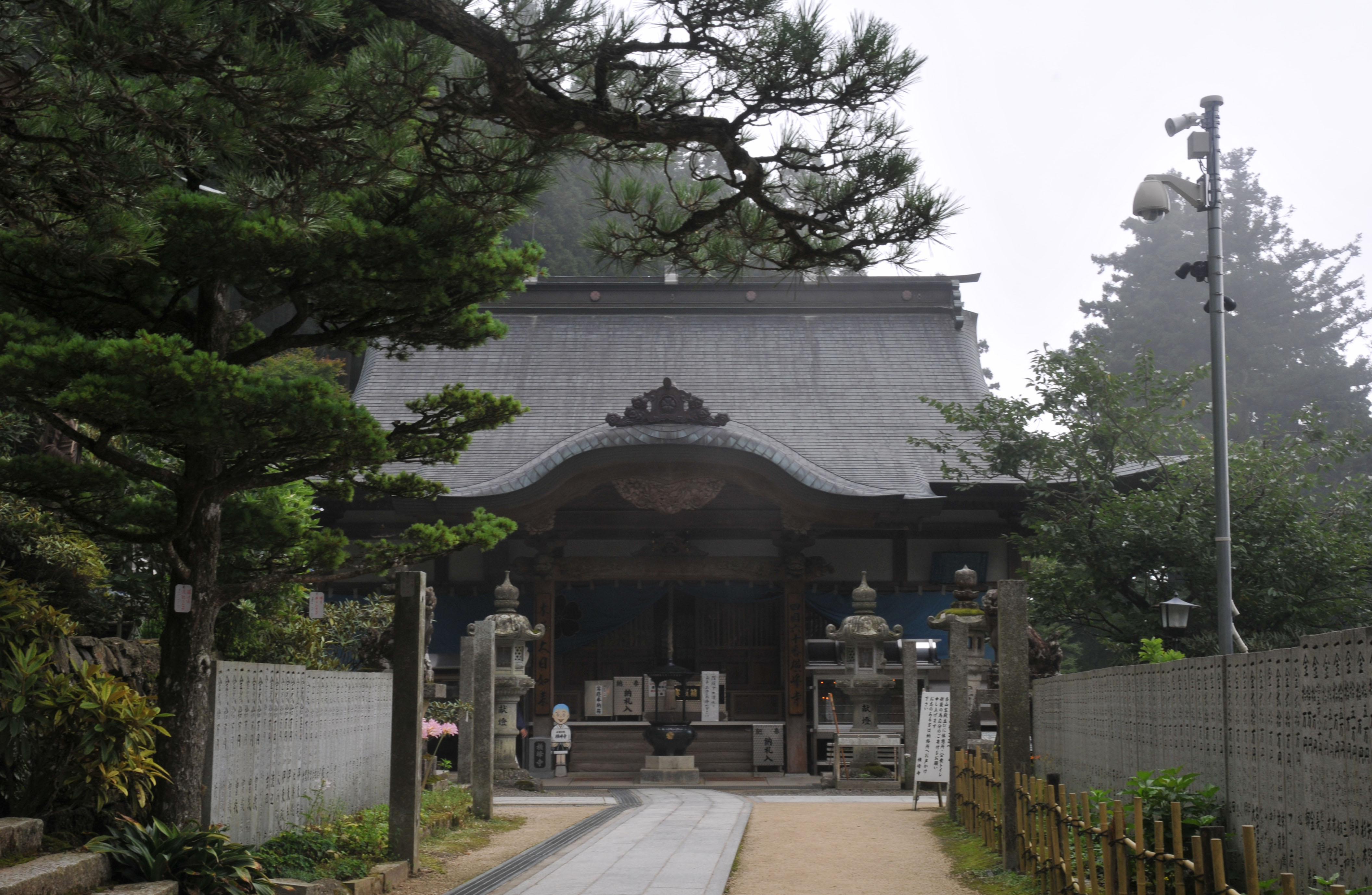
Haupthalle

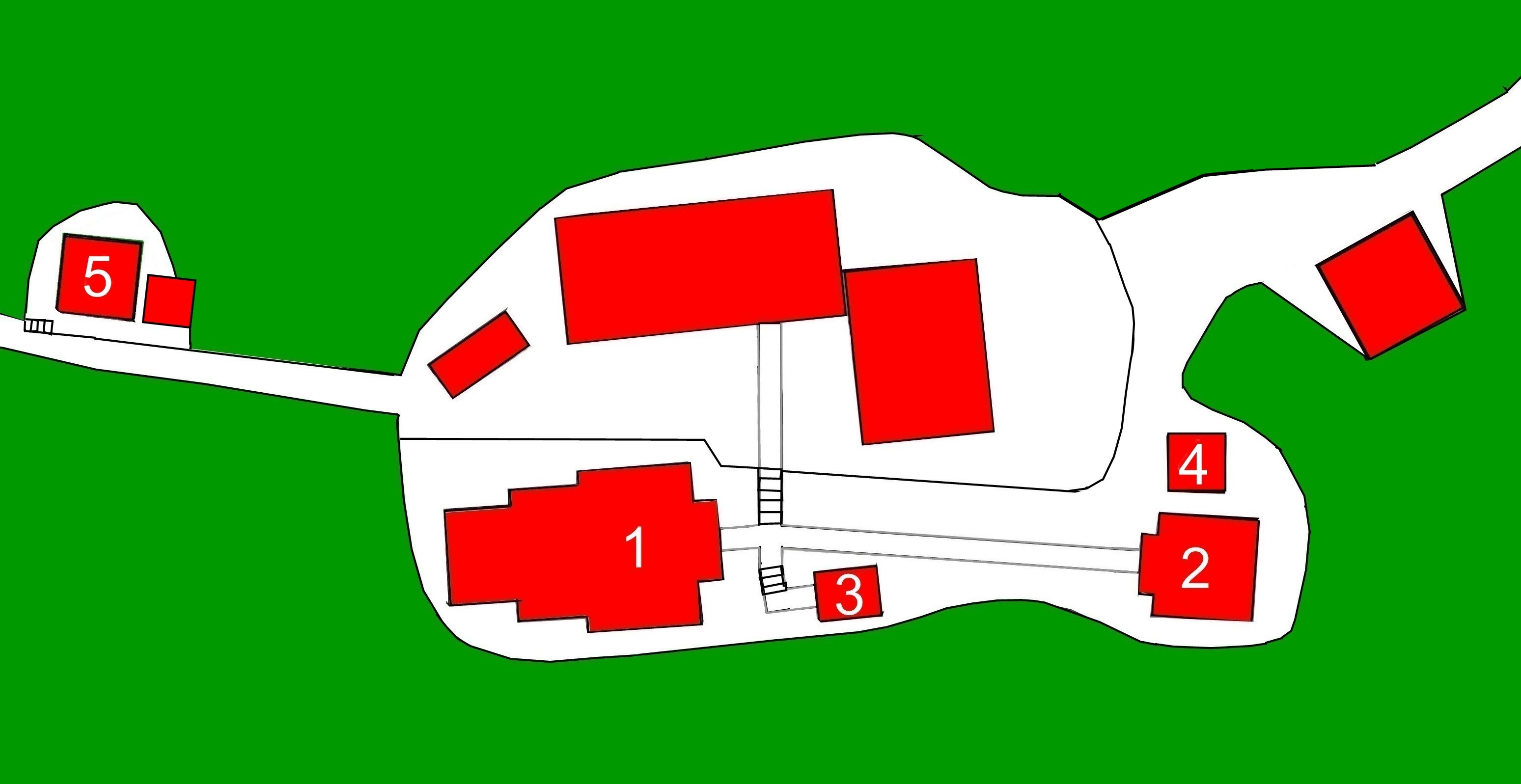
Plan des Tempels (s. Text)

Der Yokomine-ji (japanisch 横峰寺) mit den Go Ishizuchizan 石鈇山 und Fukuchiin (福智院) ist ein Tempel des Omuro-Zweiges (御室派) der Shingon-Richtung des Buddhismus in der Stadt Saijō (Präfektur Ehime). Er befindet sich auf 700 m Höhe unterhalb des Ishizuchi, des mit 1980 m höchsten Berges Westjapans. In der traditionellen Zählung ist der Tempel der 60. des Shikoku-Pilgerwegs.

## Geschichte
Der Überlieferung nach bestieg En no Gyōja im Jahr Hakuchi 2 (651) den Ishizuchi. Dort erschien ihm unter dem Sternenhimmel die Gottheit Zaō Gongen, deren Figur er aus dem Holz des Shakunage schnitzte und dafür eine Gebetsstätte baute.
In der Taitō-Ära (806–810) besuchte der Priester Kūkai den Ort. Auch ihm erschien Zaō. Kūkai baute den Tempel weiter aus, der bis zum heutigen Tage sowohl der buddhistischen als auch der shintoistischen Glaubensrichtung  zugewandt ist. Zu Beginn der Meiji-Zeit wurde die Anlage abgerissen, ab 1909 jedoch wieder errichtet.

## Anlage
Der Weg zum Tempelführt über den Hang des Ichizuchi. Man passiert das Haupttor (山門, Sammon) und erreicht schließlich das Tempelgelände. Auf der unteren Ebene befindet sich das Mönchsquartier, auf der höheren Ebene stehen die Haupthalle (本堂, Hondō; 1 auf dem Plan), etwas höher daneben der Glockenturm (鐘楼, Shōrō; 3) und gegenüber die dem Tempelgründer gewidmete Daishidō (大師堂; 2). Daneben steht etwas höher der kleine Pavillon Kangitendō (歓喜天堂; 4), auch Seitendō (聖天堂) genannt, für den heiligen Kangi.
Etwas entfernt in westlicher Richtung liegt das Betsuin (別院; 5), ein kleiner Tempel mit einem Nebengebäude.

## Bilder

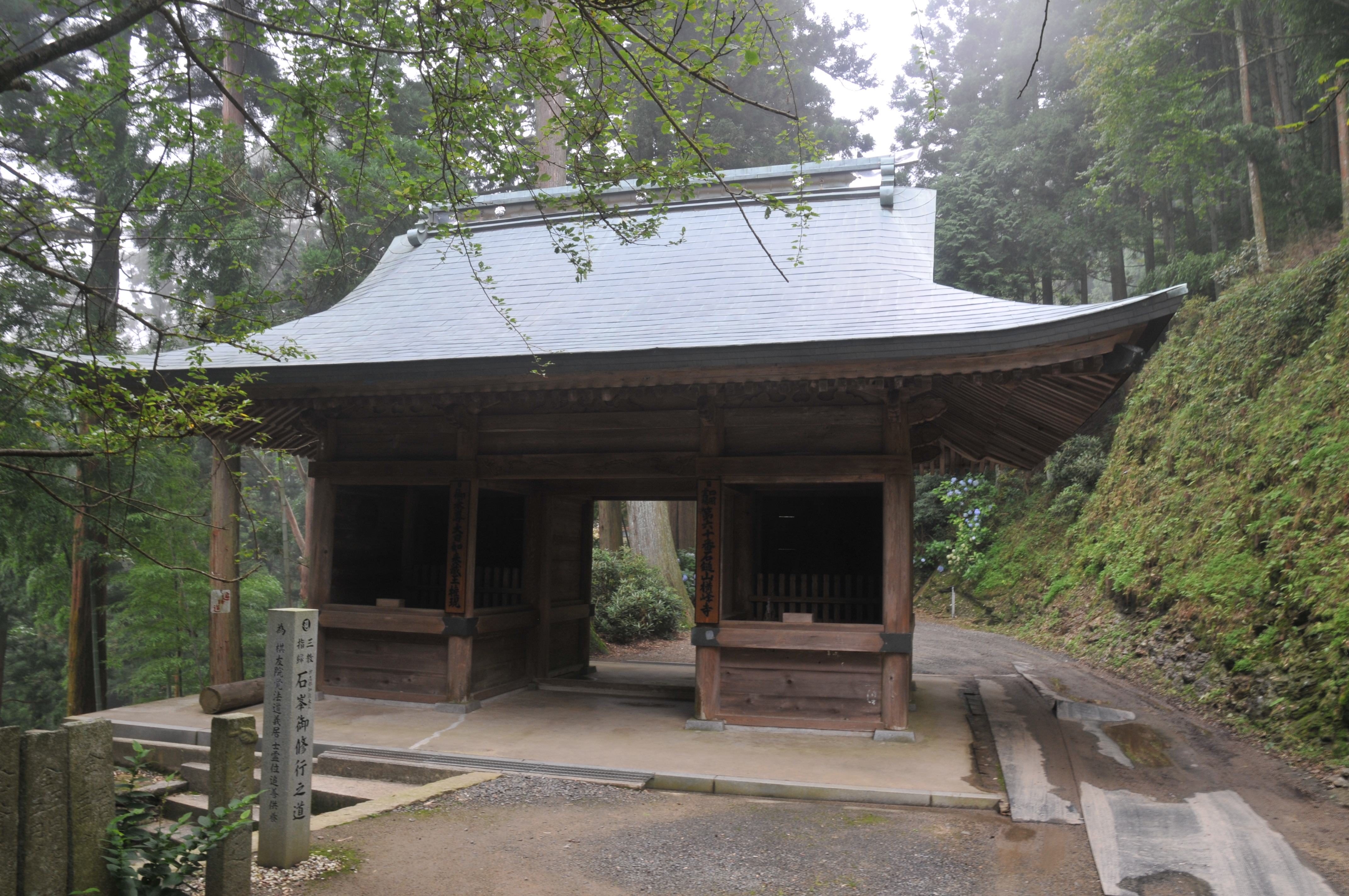
Tempeltor
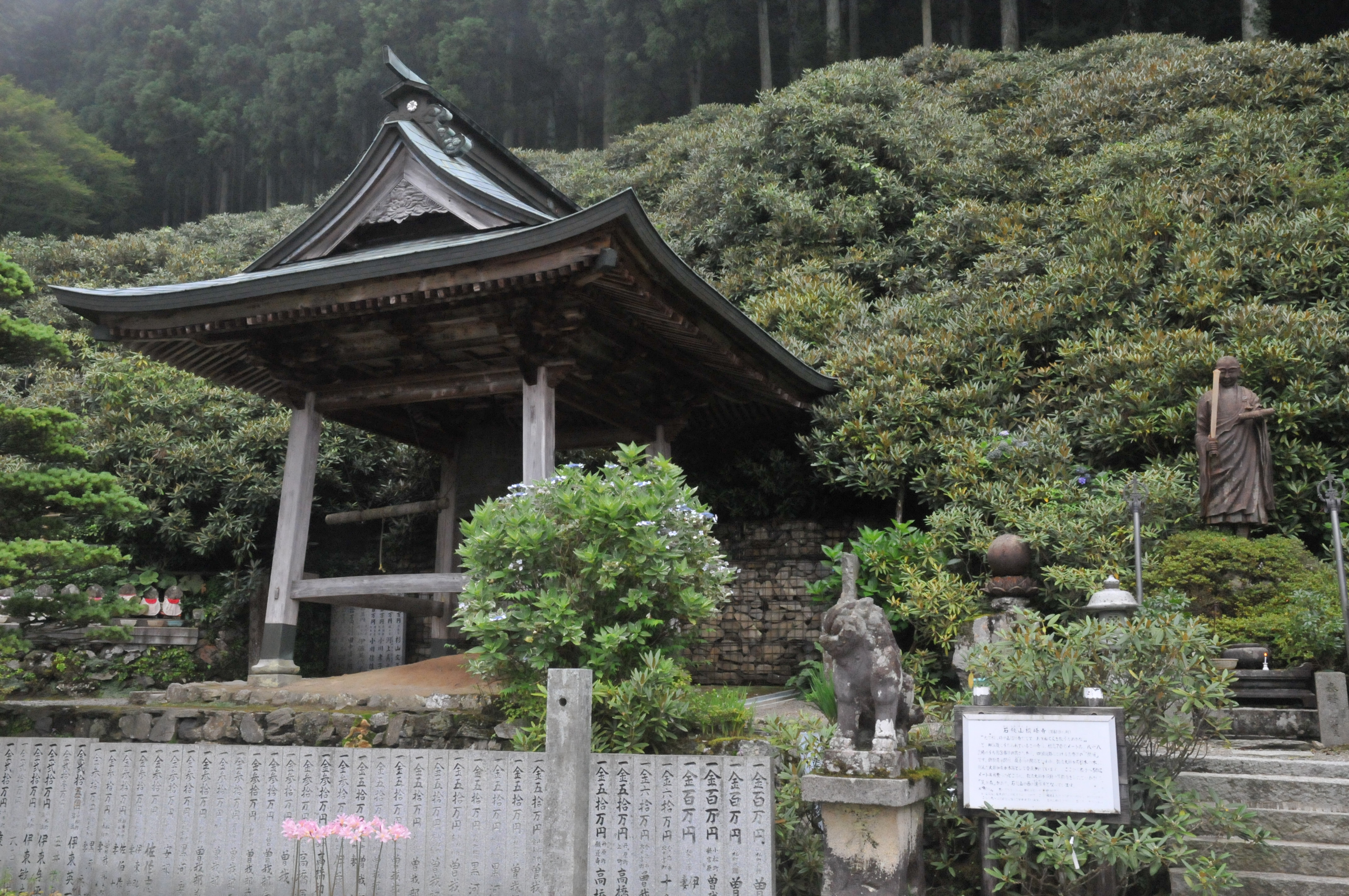
Glockenturm
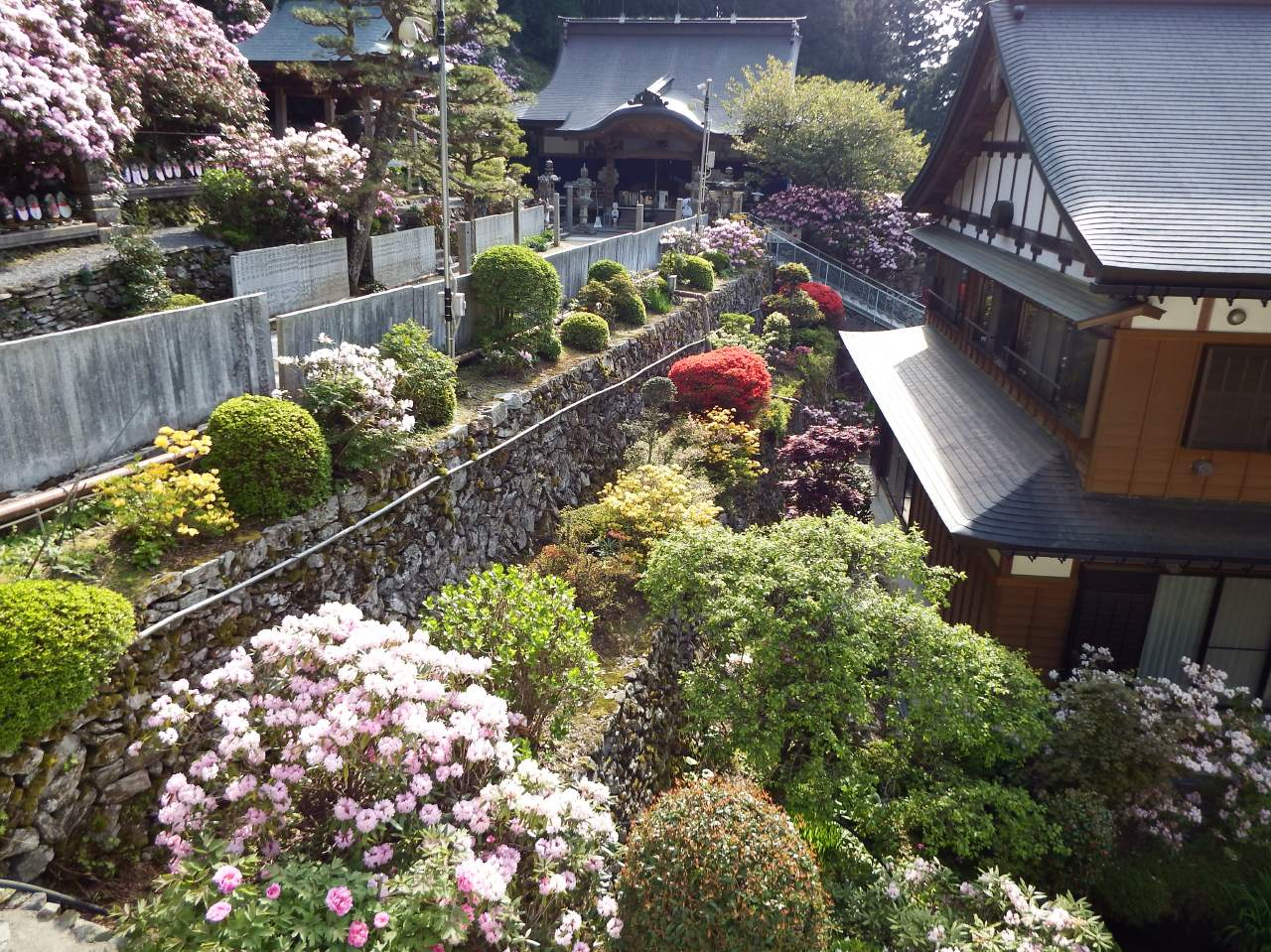
Tempelanlage
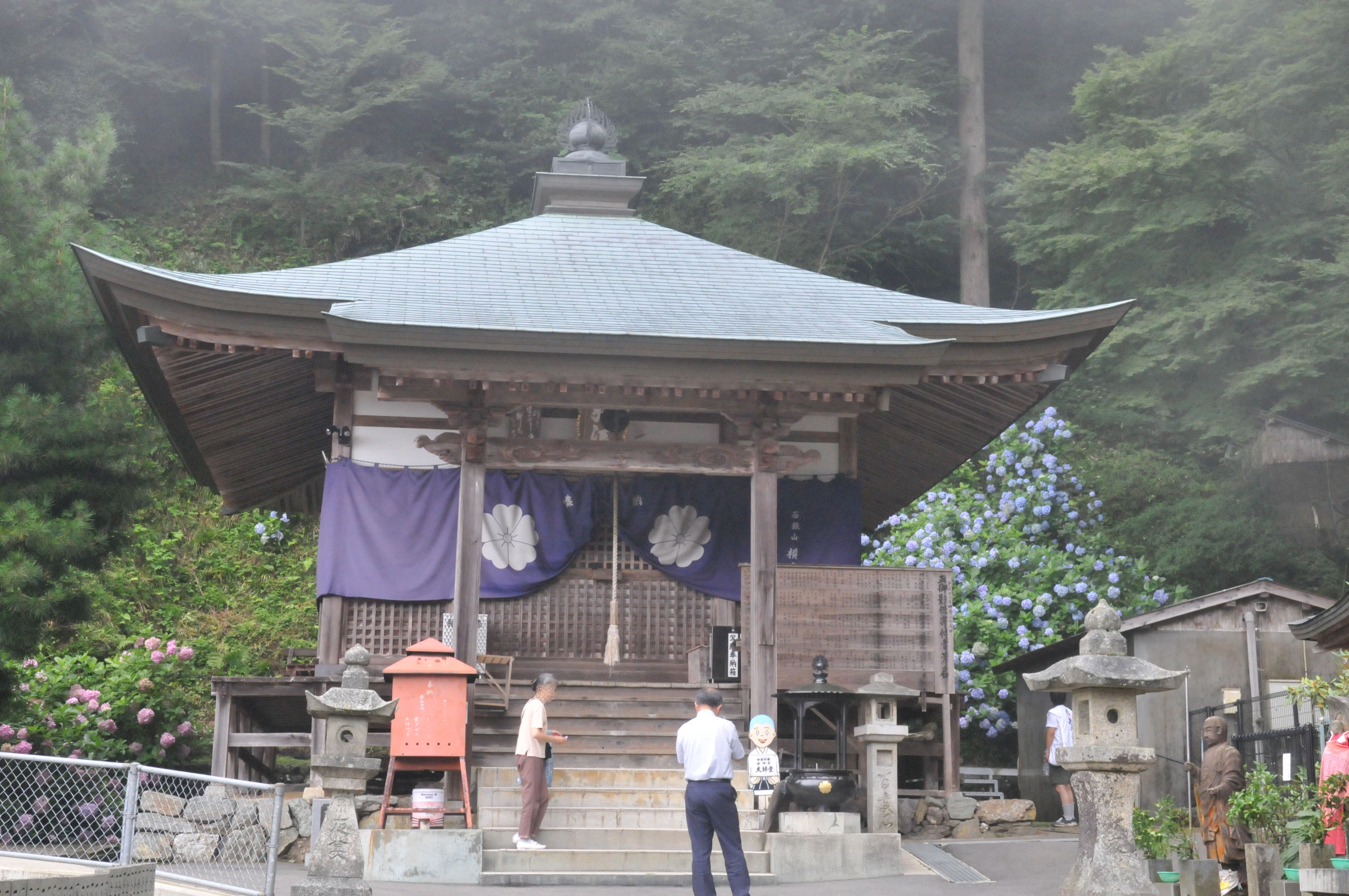
Daishidō
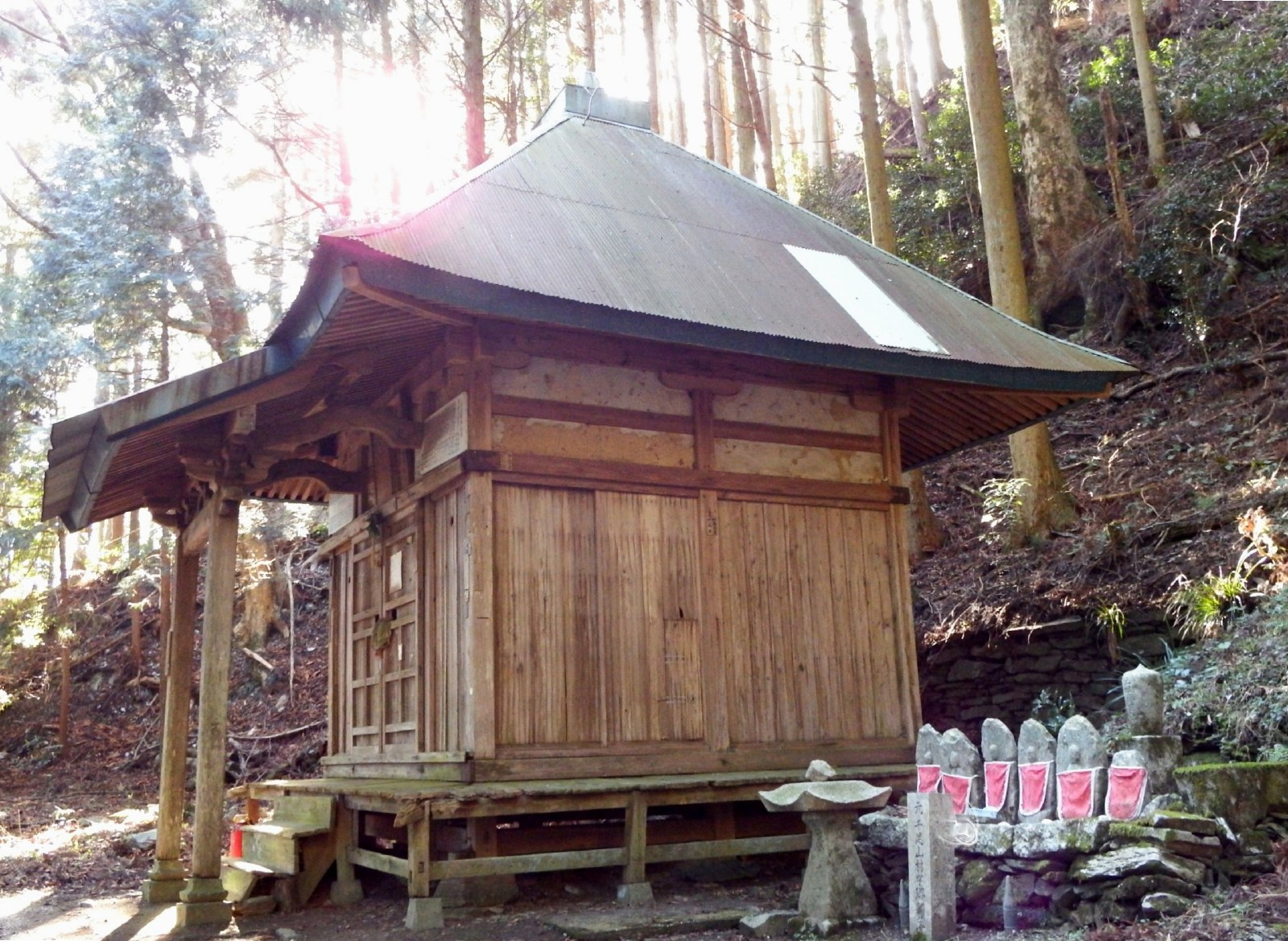
Yakushidō
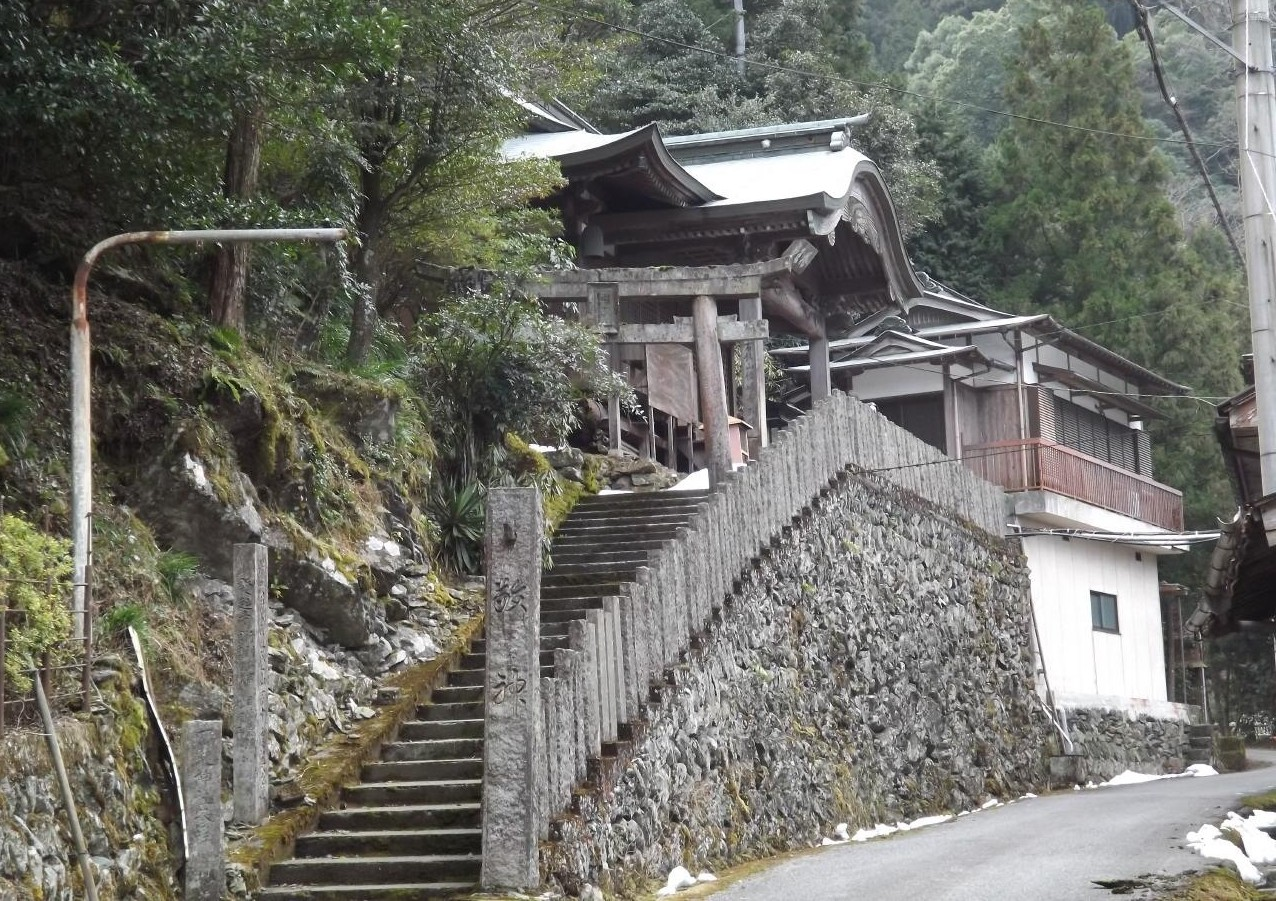
Betsuin